# آیزایا استورت
آیزایا استورت (انگلیسی: Isaiah Stewart؛ زادهٔ ۲۲ مهٔ ۲۰۰۱) بازیکن بسکتبال اهل ایالات متحده آمریکا است.
وی در مسابقات کشوری و بین‌المللی در مجموع برندهٔ ۱ مدال طلا شده‌است.